# Lagstiftning som påverkat Federal Reserve efter 1913
Denna artikel behandlar USA:s centralbank, Federal Reserve. För en längre historik i ämnet se USA:s centralbankshistorik
Federal Reserve, USA:s centralbank, grundades år 1913. Följande är några av de amerikanska lagar som påverkat Federal Reserve mest sedan dess tillkomst:
- Banking Act of 1933

Genom denna lag införs The Federal Deposit Insurance Corporation (FDIC), som syftar till att ge en försäkring till dem som sätter in pengar på bankerna, med start den 1 juli 1934. Lagen stadgar att alla banker som är anknutna till Federal Reserve måste hålla insättningarna försäkrade av FDIC.
- Banking Act of 1935

Roosevelt signerade lagen som gav FDIC auktoriteten att fungera som sista utväg för de banker som annars skulle gå i konkurs (så kallad lender of last resort). Syftet var att allmänheten skulle få ökat förtroende för bankerna. Lagen stadgar också att Federal Reserves styrelse (Board of Governors) ska bestå av sju personer som vardera har en tjänstgöringstid på 14 år. Den som tillsatts till posten i styrelsen kan inte avskedas av presidenten.
- Employment Act of 1946

Lagen innebar att den federala regeringen tilläts att använda sig av de metoder som Keynes föreslagit för att motverka konjunkturcyklerna och därmed arbetslösheten. President Harry S. Truman skrev under lagförslaget den 20 februari 1946.
- Federal Reserve-Treasury Department Accord of 1951

"The 1951 Accord" var en överenskommelse mellan USA:s finansministerium och Federal Reserve om att Federal Reserve skulle fortsätta att verka som en oberoende (privat) organisation. Överenskommelsen markerar också starten på det moderna Federal Reserve, eftersom det lagfästes att Federal Reserves prioriterade mål skulle vara prisstabilitet och makroekonomisk stabilitet.
- Bank Holding Company Act of 1956

Lagen specificerar att styrelsen i Federal Reserve (Federal Reserve Board) skulle vara tvungna att godkänna upprättandet av bank holding-företag som uppfyllde alla kriterier. Samtidigt förbjöd lagen dock dessa bankholding-företag att köpa upp bankverksamheter i andra delstater än den egna och att engagera sig i annat än bankverksamhet.
- Federal Reserve Reform Act of 1977

Lagen stadgar att den federala regeringen skall få insyn i Federal Reserves agerande genom regelbundna hearings. Lagen uppföljdes med två ytterligare lagar, vilka också syftade till att förbättra kommunikationen mellan Federal Reserve och Kongressen.
- International Banking Act of 1978
- Full Employment and Balanced Growth Act (1978)
- Depository Institutions Deregulation and Monetary Control Act (1980)
- Financial Institutions Reform, Recovery and Enforcement Act of 1989

En amerikansk federal lag som infördes 1989. Genom lagen skapades två nya fonder för att upprätthålla insättningsgarantin.
- Federal Deposit Insurance Corporation Improvement Act of 1991

The Federal Deposit Insurance Corporation Improvement Act of 1991 (FDICIA), var en amerikansk lag som infördes 1991 under den amerikanska spar- och lånekrisen (som pågick 1980- och 1990-talet). Syftet med lagen var att stärka Federal Deposit Insurance Corporation, förkortat FDIC, genom att tillåta att organisationen lånar pengar direkt av USA:s finansdepartement.
- Regal Act

Lagen säger att de kvarvarande Greenbacks-sedlarna skall ersättas med skuldinstrument (obligationer).
- Gramm-Leach-Bliley Act (1999)

Lagen gjorde det möjligt för banker, investmentbolag, hypoteksbolag och försäkringsbolag att gå ihop. Som en följd av lagen blev det möjligt för Citicorp (ett bank holding-företag) att genom samgående med en rad andra företag att skapa ett konglomerat som sysslade med alla dessa verksamheter. Lagen var en seger för bankindustrin som strävat efter ett upphävande av Glass-Steagall Act, som tidigare förbjudit bankerna att expandera sin verksamhet på det här sättet.
- Emergency Economic Stabilization Act (2008)

Lagen, populärt kallad "bailout of the U.S. financial system" tillkom som en respons på den finanskris som drabbade världen under 2008. Lagen ger det amerikanska finansdepartementet rätt att köpa upp osäkra tillgångar och ge bankerna en injektion i form av ekonomiska tillskott till ett värde av 700 miljarder USD. Både inhemska och utländska banker ska enligt lagen få del av dessa pengar.